# Cynops fudingensis
Il tritone del Fuding (Cynops fudingensis) è un anfibio caudato d'acqua dolce appartenente alla famiglia Salamandridae.

## Descrizione
Lunghezza: Abbastanza piccoli nel loro genere, misurano tra i 7 e i 9 cm da adulti.
Colore: Dal marroncino chiaro fino al (più raro) nero. Sul ventre invece sono completamente rossi o arancioni. Caratteristica particolare è il fatto che spesso questi tritoni, al contrario degli altri del loro genere, non presentano alcuna macchia scura nella zona ventrale, ma abbiano una distribuzione del colore arancio regolare.
Coda: Schiacciata ai lati. Le femmine possiedono una coda più lunga e che termina a punta, nei maschi è più corta ed è "smussata".
Dimorfismo sessuale: A pari età i maschi sono più corti e, durante la stagione riproduttiva, hanno cloaca più pronunciata.

## Distribuzione e habitat
Cina, esclusivamente sul Monte Taimu (nella zona del Fuding, situato a sua volta nella provincia del Fujian). 
L'habitat di questi tritoni è costituito da piccole pozze e stagni ricchi di piante acquatiche e artropodi con acqua molto limpida. Generalmente gli specchi d'acqua dove vivono sono circondati da tappeti erbosi abbondanti, mentre il loro fondo è argilloso, con molta materia organica in decomposizione (piante soprattutto).